# Plasmasfär

Jordens plasmasfär markerad i mörkt orange (7), med en skarp gräns mot omgivande magnetosfärplasma (gult och blått).

En plasmasfär är ett område i det inre av en himlakropps magnetosfär, där plasmat är tämligen tätt och följer med i himlakroppens rotation. Plasmasfären har en tämligen skarp yttre gräns, plasmapausen.

## Jordens plasmasfär
Plasmasfären är fyllt med tämligen tätt plasma från jonosfären som inte kan strömma fritt vidare ut i rymden eftersom det befinner sig på geomagnetiska fältlinjer som inte sträcker sig långt ut (så kallade slutna fältlinjer). Plasmasfären når inte upp över polarområdena, där magnetfältlijerna är öppna (de fortsätter långt ut i rymden) så att jonosfärplasmat kan flöda fritt vidare ut i rymden (polarvind). Plasmasfären har därför toroidal (ringliknande) form. Strålningsbältena (van Allen-bältena) ligger strax utanför eller i yttre delen av plasmasfären.

## Plasmapausen
Plasmasfären är jonosfärens naturliga fortsättning uppåt. Däremot finns en skarp gräns mot den omgivande magnetosfären, plasmapausen. I jordens fall sträcker sig plasmasfären över ekvatorn typiskt ut till ungefär 3-4 jordradiers avstånd från jordens centrum. Ända ut till detta avstånd kan den innehålla flera hundra elektroner och joner per kubikcentimeter. Elektrontätheten sjunker drastiskt vid plasmapausen, till värden runt 1 - 10 cm-3.

## Studium

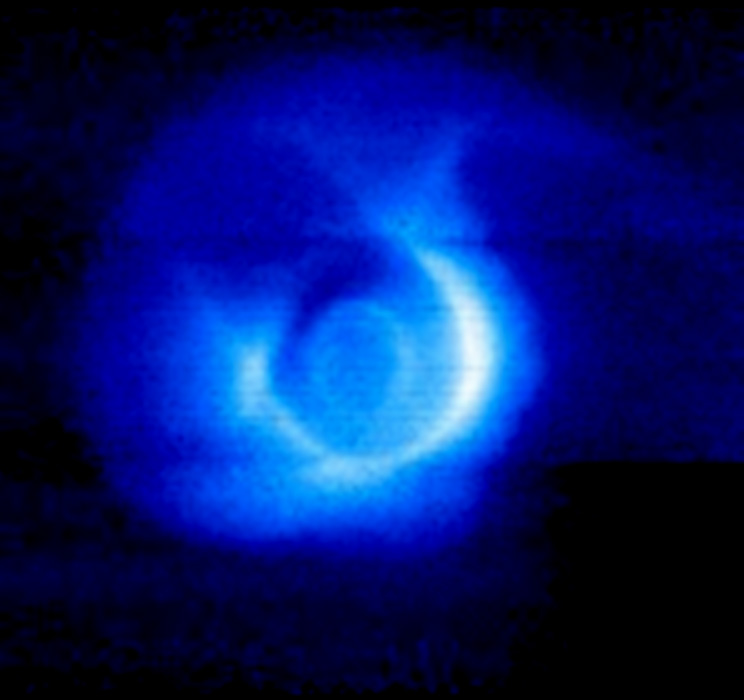
Plasmasfären är det stora blå området som täcker nästan hela denna bild från satelliten IMAGE. Solen är i riktning uppåt i bilden, och man ser att plasmasfären vid detta tillfälle dragits ut i riktning mot solen. Bildkälla: NASA.

Jordens plasmapaus upptäcktes genom markstudier av elektromagnetiska vågor från magnetosfären år 1963. Plasmasfären och plasmapausen har sedan studerats av åtskilliga satelliter som mätt elektrontäthet, elektrontemperatur, flödeshastighet, magnetiskt fält och andra storheter på plats (in situ). Under 2000-talet har kunskapen ökats väsentligt genom en ny generation satelliter, framför allt Cluster och IMAGE. De fyra Clustersatelliterna har möjliggjort detaljstudier som blivit lättare att sätta in i ett globalt sammanhang genom att IMAGE samtidigt avbildat hela plasmasfären Man har bland annat kunnat följa hur stora sjok av plasmasfären ibland skalas av och flyter iväg utåt i magnetosfären Man har också kunnat visa att plasmasfären faktiskt inte helt följer med i jordens rotation: plasmasfären tar vanligtvis uppåt 27 timmar på sig för ett varv, snarare än 24 timmar som jorden under den.